# Long Branch (New Jersey)
Long Branch ist eine Kleinstadt im US-Bundesstaat New Jersey. Bei der Volkszählung im Jahr 2020 hatte Long Branch 31.667 Einwohner. Die Stadt war lange Zeit ein beliebter Badeort, an dem mehrere amerikanische Präsidenten von Abraham Lincoln bis Woodrow Wilson ihren Strandurlaub verbrachten.

## Geschichte
Der amerikanische Präsident James A. Garfield starb hier im September 1881 an den Folgen des Attentats vom 2. Juli des gleichen Jahres. Er war nach Long Branch verlegt worden, weil man hoffte, dass er sich im Seeklima besser von seiner Verwundung erholen könnte. Zu dieser Zeit war der Ort ein beliebter Badeort, den neben Garfield auch weitere Präsidenten wie zum Beispiel Abraham Lincoln, Ulysses S. Grant, Rutherford B. Hayes und Woodrow Wilson besuchten. Am Gottesdienst in der Church of the Presidents nahmen im Verlauf ihrer Geschichte insgesamt sieben amtierende Präsidenten teil. Der Maler Winslow Homer wählte für viele seiner Zeichnungen und Gemälde Long Branch zum Hintergrund.

## Kultur und Sehenswürdigkeiten
Fünf Bauwerke in Long Branch sind im NRHP eingetragen (Stand 21. November 2021). Neben der Church of the Presidents sind dies die Gregory Primary School, das mittlerweile abgerissene House at 364 Cedar Avenue, die North Long Branch School-Primary No. 3 und die  Chauncy Jerome Jr. Shipwreck Site, bei der es sich um ein Schiffswrack handelt.

## Persönlichkeiten
Söhne und Töchter der Stadt:
- Garret Hobart (1844–1899), 24. Vizepräsident der Vereinigten Staaten von Amerika
- Dorothy Parker (1893–1967), Schriftstellerin
- June Clark (1900–1963), Jazz-Trompeter
- M. H. Abrams (1912–2015), Literaturwissenschaftler
- Rubby Sherr (1913–2013), Physiker
- Norman Mailer (1923–2007), Schriftsteller
- Richard Anderson (1926–2017), Schauspieler
- Thomas Price (* 1933), Ruderer
- Paul Cohen (1934–2007), Mathematiker
- Charles T. Collins (* 1938), Ornithologe
- Frank Budd (1939–2014), Sprinter und American-Football-Spieler
- Garrett Brown (* 1942), Kameramann, Erfinder der Steadicam
- Tom Constanten (* 1944), Musiker
- Bernie Worrell (1944–2016), Musiker, Komponist und Produzent
- Tobe Levin (* 1948), Literaturwissenschaftlerin und Aktivistin gegen weibliche Genitalverstümmelung
- Bruce Springsteen (* 1949), Rockmusiker
- David Garrison (* 1952), Schauspieler
- Patti Scialfa (* 1953), Sängerin
- David Sancious (* 1953), Fusionmusiker
- Jim Jeffcoat (* 1961), American-Football-Spieler
- Clint Black (* 1962), Countrysänger
- MarShon Brooks (* 1989), Basketballspieler
- Connor Clifton (* 1995), Eishockeyspieler